# Lydisch (taal)
Lydisch was een Indo-Europese taal van de Anatolische tak, die in de oudheid gesproken werd in de streek Lydië, in het westen van Anatolië (het huidige Turkije).
Binnen de Anatolische talen neemt het Lydisch een problematische positie in. Dit is in de eerste plaats te wijten aan de beperkte bronnen in en kennis van de taal, en in de tweede plaats aan het feit dat Lydisch een aantal kenmerken heeft die haar onderscheiden van andere Anatolische talen. Het is niet bekend of dit specifiek pre-Lydische ontwikkelingen zijn of archaïsche kenmerken die in andere Anatolische talen verloren zijn gegaan.
Het Lydisch is vanaf het einde van de 8e of begin van de 7e eeuw v.Chr. geattesteerd op munten en graffiti. Teksten van enige lengte zijn beperkt tot de 5e en 4e eeuw v.Chr., de tijd van de Perzische overheersing. De laatste Lydische teksten dateren uit de 3e eeuw v.Chr.
Er zijn tegenwoordig iets meer dan honderd Lydische teksten bekend, die bijna allemaal gevonden zijn in of vlak bij de Lydische hoofdstad Sardis. Minder dan 30 teksten bestaan uit meer dan enkele woorden en zijn tamelijk compleet. De meerderheid van de inscripties is op steen gegraveerd, en vaak gaat het dan om grafopschriften. Ook zijn er verschillende decreten bekend, en enkele teksten lijken in versvorm te zijn.
De Griekse historicus Strabo vermeldt dat in zijn tijd (eerste eeuw v.Chr.) het Lydisch in Lydië zelf uitgestorven was, maar nog gesproken werd in de multiculturele stad Kibyra, door afstammelingen van de Lydische kolonisten die de stad gesticht hadden.

## Schrift enklankinventaris
Het Lydisch werd geschreven in het alfabetische Lydische schrift, mogelijk afgeleid van een oud Grieks alfabet en verwant aan het Griekse schrift en andere schriften in West-Anatolië. In oudere teksten werd soms van links naar rechts en soms van rechts naar links geschreven. In latere teksten komt alleen het laatste voor.
Het Lydisch kende 7 klinkers: a, e, i, o, u en de nasale klinkers ã ẽ, die voorkwamen voor nasale medeklinkers. De taal kent grote medeklinkerclusters, ontstaan door het wegvallen van korte klinkers aan het einde van een woord en syncope op grote schaal. Dit soort opeenvolgingen werd mogelijk uitgesproken met een (niet geschreven) sjwa.
Het Lydisch kende de volgende medeklinkers:
| m | n    | ɲ~ŋ?   | ɲ~ŋ? | ɲ~ŋ? |
| p | t    | ts~tʃ? | k    | kʷ   |
|   |      | dz~dʒ? |      |      |
| f | s    | ʃ~ç?   |      |      |
| v | z~ð? |        |      |      |
|   | l r  | ʎ      |      |      |

/p t k/ waren stemhebbend voor nasalen en waarschijnlijk ook voor /r/.

## Ontcijfering en voorbeeldtekst
De ontdekking van een korte tweetalige Lydisch-Aramese tekst in het begin van de 20e eeuw is belangrijk geweest voor de huidige kennis van de Lydische taal. De Italiaanse taalkundige Piero Meriggi toonde in 1936 aan dat het Lydisch een Indo-Europese taal was, verwant aan het Hettitisch en Luwisch. Er is voldoende van de taal bekend om te kunnen vaststellen dat het Lydisch een Anatolische taal is, maar van de taal is weinig bekend en het vaststellen van de exacte betekenis van woorden is moeilijk.
De Lydische regels van de Lydisch-Aramese tekst zijn:
[o]raλ islλ bakillλ est mrud eśśk [wãnaś]
laqrisak qelak kudkit ist esλ wãn[aλ]
bλtarwod akad manelid kumlilid silukalid akit n[ãqis]
esλ mruλ buk esλ wãnaλ buk esνaν
laqirisaν bukit kud ist esλ wãnaλ bλtarwo[d]
aktin nãqis qelλk fẽnsλifid fakmλ artimuś
ibśimsis artimuk kulumsis aaraλ biraλk
kλidaλ kofuλk qiraλ qelλk bilλ wcbaqẽnt

### Voorbeelden van woorden
- Ora - Maand
 - Laqrisa - Muur
 - - Bira - Huis